# Gesner Armand
Pour les articles homonymes, voir Armand.
Gesner Armand, né le 11 juin 1936 à la Croix-des-Bouquets et mort le 10 juin 2008, est un peintre haïtien. 

## Expositions
D'après la Galerie d'art Nader : 
- 1957-1959-1961-1971-1973 Haitian Art Center
- 1958 Galerie Diana (Mexico), biennale Mexico-Canadienne, États-Unis, & Musée de Brooklyn, galerie Janet Nessler, New York.
- 1960 Galeria Diana, Mexico, D.F., Newman Gallery, Philadelphia, Palm Beach Gallery, Miami, Florida, St. James Church, New York City
- 1962 Latin American Art (Paris), Museum of modern Art (Paris)
- 1965 Galeria Antonio Souza (Mexico), Galeria CDI (Mexico)
- 1966 Israelita Cultural Center (Mexico)
- 1972 Madison avenue Gallery (New York)
- 1974 Pan American Union (Washington D.C.)
- 1975 Corcoran Gallery (Washington D.C.), Musée d'art moderne de Mexico
- 1976 Carifesta (Kingston, Jamaïque)
- 1977 Carrefour Mehu (New York), Galerie Marassa (Pétion-Ville), Instituto de Arte Hispanico (Madrid)
- 1978 Museum of Haitian Art of College (St. Pierre, Martinique)
- 1979 Galerie Soleyo (Martinique), De Armas Gallery (Miami), Musée d'art moderne de Caracas, Venezuela
- 1980 Galerie Marassa (Pétion-Ville Haiti), Iraqui Center (London, UK), Hôtel PLM (Guadeloupe), Casa de Francia (Santo Domingo, Dominican Republic)
- 1981 Biennal of Medellin (Colombia), Biennal of Cali Graphic arts (Colombia)
- 1982 Voltapace Art Gallery (Washington, D.C.)
- 1983 Galerie Marassa (Haiti), Fundacao Cultural do Distrito Federal Brasilia (Rio de Janeiro Brazil), Meridian House (Washington, D.C.)
- 1984 Museum of Haitian Art of College St. Pierre : "Retrospective"
- 1985 Instituto Central de Relaciones Culturales (Israël), RJR Gallery at Winston Square (États-Unis), Contemporary Haitian Painters
- 1987 Museo de Arte Moderno (Cuenca, Equator)
- 1988 Les ateliers Jean-René Jérome (Haiti) : Exhibition of paintings, watercolors, and Sculptures with Jean-René Jérome.
- 1989 Galerie Artibijous (Martinique) : "Peinture Moderne d'Haiti" organisée par le Centre Martiniquais d'Action Culturelle
- 1990 Saint Louis de Gonzague School (Haiti) : "Peintres d'hier à aujourd'hui"
- 1993 Les ateliers Jean René Jérome et Les Éditions Mémoires en collaboration avec la Galerie Monnin (Haiti) Ambulant exhibition: "Rencontre des deux mondes", Seville, Spain, Carifesta, Trinidad & Tobago,
- 1994 Gloria Frank Gallery, St. Croix, Cuenca Biennial (Equator)
- 1995 Salle d'Exposition Dominique Carrie, Pétion-Ville (Haiti) "Forgotten Children of Haiti"
- 1996 Salle d'Exposition Dominique Carrie (Pétion-Ville, Haiti)
- 2005 Nader's Art Gallery (Miami, États-Unis)